# Карликовые антилопы
Карликовые антилопы (лат. Neotragini) — это триба полорогих, подсемейства настоящих антилоп (Antilopinae).

## Классификация
К трибе принадлежат 6 родов:
- род Карликовые антилопы (Neotragus)
  - Карликовая антилопа (Neotragus pygmaeus)[4]
  - Антилопа-крошка (Neotragus batesi)[4]
  - Суни (Neotragus moschatus)[4]
- род Дикдики (Madoqua)
  - Горный дикдик (Madoqua saltiana)[4]
  - Сомалийский дикдик (Madoqua piacentinii)[5]
  - Дикдик Гюнтера (Madoqua guentheri)[4]
  - Обыкновенный дикдик (Madoqua kirkii)
- род Антилопы-прыгуны (Oreotragus)
  - Антилопа-прыгун (Oreotragus oreotragus)[4]
- род Бейры (Dorcatragus)
  - Бейра (Dorcatragus megalotis)[4]
- род Стенбоки (Raphicerus)
  - Обыкновенный стенбок (Raphicerus campestris)[4]
  - Грисбок (Raphicerus melanotis)[4]
  - Стенбок Шарпа (Raphicerus sharpei)[4]
- род Ориби (Ourebia)
  - Ориби (Ourebia ourebi).[4]

Некоторые исследователи (Хальтенорт, 1963) рассматривают эту группу полорогих парнокопытных в качестве самостоятельного подсемейства (лат. Neotraginae).

## Палеонтология
В ископаемом состоянии известны из отложений среднего миоцена в Африке (16-11 миллионов лет)